# Sonja Åkesson
Sonja Åkesson (født 19. april 1926 i Buttle på Gotland, død 5. maj 1977) var en svensk forfatter, poet, sangskriver og billedkunstner.

## Eksterne links
- Sonja Åkesson Selskabet